# Рыбницкая башня
Рыбницкая башня (или башня у Святых ворот) — проездная башня Псковского кремля, была возведена в конце XV века одновременно с Власьевской, находится в Довмонтовом городе. Через находившиеся в башне Святые (Рыбницкие) ворота шёл спуск к реке Пскове. После воссоздания в 1970-х Святые ворота были закрыты, там находился сувенирный магазин, но после пожара 2010 года ворота вновь открыли.

## Этимология
Рыбники — один из торговых центров, который существовал на берегу реки Псковы. Рыбницкие ворота располагались в стене 1404 года, которая закрыла промежуток между стеной Довмонтова города и торговыми лавками.

## История
В 1420—1424 годах псковичи перестроили восточную стену Крома. Деревянные постройки были заменены каменными.
Рыбницкая и Власьевская башни защищали подступы к Торгу с Завеличья и с Запсковья, из заречий, сообщавшихся в этих местах с центром города мостами.
Прямоугольная надвратная башня над Рыбницкими воротами была построена в 1468—1469 годах: «Того же лѣта заложивши сдѣлаша великаа врата каменаа и костеръ на верхоу болшеи, выше старых, конець мостоу Запсковъского; а вжяше оу Пскова мастери дѣла своего мзду от нихъ 30 роублевъ сребра». Она стала первой псковской башней подобного типа, изображение четырёхскатного шатра Рыбницкой башни сохранилось на иконах с видом Пскова.
До нас дошло и более позднее описание башни с воротами, относящееся к 1699 году: «…Проезжие на Рыбницкой мост, над вороты башня четвероуголная крыта тесом, в ней верхних 6 боев, да ис тоеж башни на городовой стене двои прохожие ворота, мерою полчетверты сажени».
Башня была разобрана не ранее XVIII века. Существующая сейчас башня Святых ворот сооружена в 1971—1972 годах по проекту московского архитектора А. В. Воробьёва, в рамках реализации крупного замысла послевоенной реставрации Псковского Кремля.

## Воссоздание
После Великой Отечественной войны в соответствии с постановлением о первоочередном восстановлении 15 древнейших русских городов в Пскове была создана проектно-реставрационная мастерская (в 1946 году). В 1952 году вышло постановление Совета министров «О мероприятиях по восстановлению псковского Кремля», а в 1953 году начались реставрационные работы.
Первый эскизный проект строительства башни был создан ещё Алексеем Ивановичем Хамцовым, выдающимся реставратором, спасшим в 1950-е годы Псковскую крепость от полного разрушения. Проект А. И. Хамцова в целом был графической реконструкцией Крома и Довмонтова города на определённый исторический период — XVII век, когда Псковская крепость действительно представляла собой завершённую систему укреплений. В 1969 году Василий Дмитриевич Белецкий раскопал в юго-западной части Довмонтова города фундамент башни над Святыми воротами, однако без надлежащего историко-архитектурного исследования руководитель работ московский реставратор Алексей Васильевич Воробьёв в 1970—1972 годах соорудил на произвольно выбранном месте проездную башню, за которой тогда же закрепилось название Рыбницкой башни.
Новая Рыбницкая башня — новодел, воссозданный в 1972 году на приблизительном месте башни конца XV века. Воссозданная башня — реальная память о той, подлинной, которую также неоднократно перестраивали и усовершенствовали.

## Пожар 2010 года
В ночь с 27 на 28 апреля 2010 года в Псковском кремле произошёл пожар, в результате которого сгорели шатры Рыбницкой и Власьевской башен. Первой загорелась Власьевская башня, затем из-за сильного ветра примерно в 00:10 пламя перекинулось и на Рыбницкую.
По состоянию на 2013 год башня полностью восстановлена, снова открыты Святые ворота.

## Галерея
- Рыбницкая башня - вид из Кремля
- Прапор Рыбницкой башни
- Святые ворота, Рыбницкой башни
- Вечерняя подсветка башни